# 水酸エレスタド石
水酸エレスタド石（すいさんエレスタドせき、 Hydroxylellestadite、旧称:Ellestadite-(OH)）は1971年に発表された鉱物で、当時住友金属鉱山の研究所に勤務していた鉱物学者原田一雄などにより、埼玉県の秩父鉱山から発見された。 化学組成はCa5(SiO4)1.5(SO4)1.5(OH)で、六方晶系。
淡紫色半透明でガラス光沢を示すが、水分と反応して分解し、石膏を生じる。
燐灰石スーパーグループのエレスタド石（Ellestadite）グループに属し、ハロゲンなどの入る位置に水酸基が卓越する種である（フッ素が卓越するとフッ素エレスタド石となる）。発表当時は日本産新鉱物として認定されていたが、最近の検討により、原田などの研究よりも早く、1937年に発見されたエレスタド石自体が水酸エレスタド石であったことが判明。2010年の燐灰石スーパーグループの再定義に伴って模式地がアメリカ・カリフォルニア州クレストモアハイツ（現在はフルパバレーに編入）に変更され、日本からの新鉱物という立場を失うこととなった。